# Ligue ouvrière féminine chrétienne
 (mai 2022).
Si vous disposez d'ouvrages ou d'articles de référence ou si vous connaissez des sites web de qualité traitant du thème abordé ici, merci de compléter l'article en donnant les références utiles à sa vérifiabilité et en les liant à la section « Notes et références ».
 (mai 2022).
La mise en forme du texte ne suit pas les recommandations de Wikipédia : il faut le « wikifier ».
Les points d'amélioration suivants sont les cas les plus fréquents. Le détail des points à revoir est peut-être précisé sur la page de discussion.
- Les titres sont pré-formatés par le logiciel. Ils ne sont ni en capitales, ni en gras.
- Le texte ne doit pas être écrit en capitales (les noms de famille non plus), ni en gras, ni en italique, ni en « petit »…
- Le gras n'est utilisé que pour surligner le titre de l'article dans l'introduction, une seule fois.
- L'italique est rarement utilisé : mots en langue étrangère, titres d'œuvres, noms de bateaux, etc.
- Les citations ne sont pas en italique mais en corps de texte normal. Elles sont entourées par des guillemets français : « et ».
- Les listes à puces sont à éviter, des paragraphes rédigés étant largement préférés. Les tableaux sont à réserver à la présentation de données structurées (résultats, etc.).
- Les appels de note de bas de page (petits chiffres en exposant, introduits par l'outil «  Source ») sont à placer entre la fin de phrase et le point final[comme ça].
- Les liens internes (vers d'autres articles de Wikipédia) sont à choisir avec parcimonie. Créez des liens vers des articles approfondissant le sujet. Les termes génériques sans rapport avec le sujet sont à éviter, ainsi que les répétitions de liens vers un même terme.
- Les liens externes sont à placer uniquement dans une section « Liens externes », à la fin de l'article. Ces liens sont à choisir avec parcimonie suivant les règles définies. Si un lien sert de source à l'article, son insertion dans le texte est à faire par les notes de bas de page.
- La présentation des références doit suivre les conventions bibliographiques. Il est recommandé d'utiliser les modèles {{Ouvrage}}, {{Chapitre}}, {{Article}}, {{Lien web}} et/ou {{Bibliographie}}. Le mode d'édition visuel peut mettre en forme automatiquement les références.
- Insérer une infobox (cadre d'informations à droite) n'est pas obligatoire pour parachever la mise en page.

Pour une aide détaillée, merci de consulter Aide:Wikification.
Si vous pensez que ces points ont été résolus, vous pouvez retirer ce bandeau et améliorer la mise en forme d'un autre article.
Le syndicat de l'aiguille, ancêtre de la Ligue Ouvrière Féminine Chrétienne, a été créé par Victoire Cappe en 1907.

## Contexte et origine
Durant la seconde moitié du dix-neuvième siècle, en Belgique, les socialistes sont au pouvoir et ce jusqu’en 1884. Durant cette période, ils créent plusieurs organisations féminines socialistes. En réaction à cela, les catholiques, lorsqu’ils seront au pouvoir à partir de 1884, vont eux aussi créer des institutions pour soutenir la lutte des femmes. C’est dans ce contexte que Victoire Cappe crée en 1907 le « Syndicat de l'aiguille », considéré comme l’ancêtre de la Ligue Ouvrière Féminine Chrétienne.   
Les organisations ouvrières féminines, socialistes et catholiques se font de plus en plus nombreuses surtout après la Première Guerre mondiale, notamment dans le domaine de la protection de l’enfance.  

## La fédération des Ligues ouvrières féminines chrétiennes
En 1920, la Fédération nationale des Ligues ouvrières féminines chrétiennes (FNLOFC) est créée. Elle appartient au mouvement ouvrier catholique (MOC). Elle compte deux branches, l’une francophone qui regroupe « les Ligues Ouvrières Féminines Chrétiennes » (LOFC), qui deviendra plus tard « Vie féminie » et l’autre néerlandophone qui contient les « Kristelijke Arbeiders Vrouwengilden » (KAV). 

### Contexte historique
Après la guerre, les mouvements sociaux s’intéressent de plus en plus aux épouses et aux mères de familles ouvrières. Les activités des ligues s’élargissent et se diversifient. Dès lors de nombreuses questions se posent concernant l’organisation des ligues et leur fonctionnement. 
C’est pour répondre à ces questions que Victoire Cappe et Maria Baers, toutes deux présidentes du Secrétariat général des Œuvres Sociales Féminines Chrétiennes (OSFC), invitent les déléguées régionales à participer à une commission d’étude. Lors de cette commission, le 4 février 1920, elles proposent aux membres des ligues de regrouper leurs ligues. L’idée poursuivie par la commission est d’absorber les différents services, d’encadrer et de moraliser les femmes ouvrières.
L’idée d’une fédération provinciale est d’abord rejetée, mais vient ensuite l’idée d’une fédération nationale à laquelle toutes les fédérations d’arrondissement de Belgique pourront se rattacher.   
La commission se termine et les présidentes demandent aux ligues des femmes et aux cercles d’études d’examiner cette proposition et d’y répondre le 5 mars 1920. La proposition fût acceptée et les ligues des femmes décident de la création de la fédération. Mais elles se permettent d’apporter une petite modification au projet, elles souhaitent que la fédération se divise en deux groupes autonomes. C’est à ce moment-là qu’est créée la fédération des ligues ouvrières féminines chrétiennes (FNLOFC), qui couvrira la Wallonie et Bruxelles, et le Nationaal verbond der kristelijke arbeidersvrouwengilden (NVKA), qui couvrira la Flandre. Chacune de ces fédérations évolue de manière autonome, mais conjointe. 
La Fédération va donc élaborer des programmes annuels de propagande et d’action pour centraliser le mouvement. Leur enjeu principal est de recruter et de regrouper des ligues au sein de la Fédération nationale.
Ces fédérations seront sous la direction de secrétaires nationales, Helena de Coster, pour le côté flamand, et Angéline Japsenne, pour diriger la fédération francophone, qui est élue jusqu’en 1932 et qui va permettre à la Fédération de s’étendre très rapidement. 
En 1921, la fédération est avec la Confédération des syndicats chrétien (CSC), l’Alliance nationale des mutualités chrétienne (ANMC) et la jeunesse ouvrière chrétienne (JOC), intégrée à la Ligue nationale des travailleurs chrétiens (LNTC). Elle est donc membre du conseil central de la LNTC. Les fédérations vont rester très éloignées de la LNTC, au fil du temps, car elles ne souhaitent pas faire de politique, ainsi elles vont s’en remettre à l’action de la LNTC pour obtenir ce qu’elles souhaitent.
L’année 1920, est donc une date charnière, c’est à ce moment-là que les ligues se constituent en Fédération nationale, avec un pendant flamand et un pendant francophone. Le nombre d’affiliations vont augmenter et les ligues pourront se développer et s’améliorer.

### Objectifs
Les premiers enjeux de la fédération des ligues ouvrières féminines chrétiennes en 1920 étaient principalement sociaux et religieux. En effet, l’un de ses objectifs principaux était de sortir les femmes de l’isolement social et intellectuel tout en restant fidèle à la religion chrétienne. Pour l’atteindre, la LOFC permettait l’accès au savoir auquel les femmes n’avaient que très peu accès à cette époque.  
Parallèlement, l’organisation visait également l’émancipation progressive des femmes de la classe ouvrière afin qu’elles puissent s’affranchir de l’autorité masculine et des préjugés les stigmatisant. Afin qu’elles puissent accéder à l’éducation et ainsi pouvoir nourrir leur niveau de connaissances, la fédération leur proposait des ateliers d’apprentissage, incluant la lecture, la couture, la cuisine, l’hygiène, ainsi que des enseignements spirituels et sociaux.  
Ces initiatives, bien qu’inscrites dans une conception très classique des rôles féminins considérant la femme comme le pilier du foyer, avaient pour but de renforcer la valorisation personnelle et citoyenne quant à la place de la femme dans la société ainsi que de transmettre divers savoir-faire indispensables dans un foyer et nécessaires à leur intégration dans la vie en société, tout en respectant les valeurs traditionnelles chrétiennes ancrées et dominantes au XXe siècle.   
De surcroît, l’une de ses revendications était la lutte contre la forte précarité touchant les familles appartenant principalement à la classe ouvrière. En effet, les femmes, majoritairement de classe populaire, étaient soit mal rémunérées, soit femmes au foyer afin de s’occuper de la maison et d’éduquer leurs enfants. La fédération voulait alors valoriser le travail domestique   qui concernait la majorité des femmes de cette époque et a réclamé l’obtention d’allocations familiales afin d’assurer un revenu minimum pour lutter contre la précarité et valoriser le travail de la femme essentiel sur un plan tant moral que social. 
Par ailleurs, au cours des années 1930, la LOFC sensibilise les femmes à une implication dans la vie publique, en mettant en lumière les enjeux sociaux, économiques et politiques tels que l’éducation, la précarité et les conditions de travail. Pour se faire, elle les initiait à des rassemblements caritatifs, syndicaux et éducatifs car celles-ci se voyaient exclues dans les prises de décisions à l’échelle nationale n’ayant obtenu le droit de vote qu’en 1948.  
En revanche, elles pouvaient déjà s’investir dans les choix qui s’opéraient au niveau local dès 1919. Il était alors important pour la fédération que les femmes prennent position dans la vie active pour pouvoir avancer vers une évolution symbolique de la place de la femme dans la vie en général. De nos jours, le mouvement féministe Vie féminine fait suite à la LOFC afin de continuer la lutte contre les inégalités et la précarité qui sont malheureusement, à des différents degrés, toujours d’actualité dans la société. 

### Organisation et structure
En 1920, la Fédération des Ligues ouvrières féminines chrétiennes regroupent différents syndicats féminins catholiques, que ce soit francophones ou néerlandophones. Victoire Cappe organise et coordonne, avec l’aide de Maria Baers, la LOFC, et ce jusqu’à la fin de sa vie.
La Fédération des ligues ouvrières féminines chrétiennes rassemblera à peu près 26 000 membres après la première Guerre Mondiale. De nombreuses sections sont créées, et seules les femmes ayant au moins 16 ans peuvent devenir ligueuses. Chaque section va correspondre à un quartier ou à une rue avec, à sa tête, une sectionnaire qui va assurer le contact. Les informations sont apportées via notamment les cercles d’études, ou encore les conférences. 
Au niveau local, chaque ligue se choisit un Comité, composé de sectionnaires, d’une présidente/propagandiste, de représentantes de chaque section du Mouvement, mais aussi d’un prêtre, servant de conseiller moral. Chaque Comité se réunit une fois par mois afin que les intérêts et l’action de la ligue soient discutés.  
Une cotisation mensuelle doit être payée par tous les membres, qui permet par exemple d’obtenir le journal mensuel appelé « La ligue des femmes », ou d’assister aux fêtes ainsi qu’aux conférences de celle-ci. Le journal mensuel, qui évoluera à plusieurs moments au fil des années, a pour objectif d’être instructif et d’inspirer les femmes au niveau social et catholique.
Des assemblées générales sont aussi organisées, deux à trois fois par an. Le conseiller moral, cité ci-dessus, a un droit de veto pour tout ce qui concerne le moral ou le religieux.  
Au niveau régional, des fédérations d’arrondissement vont être mis en place afin de relier les ligues locales et nationales. Ces fédérations ont pour principal but d’améliorer et d’unifier le programme pour les ligues locales. Le Secrétariat général des OSFC est l’acteur qui coordonne les différentes organisations et qui étend le mouvement. C’est aussi lui qui met en place le service de bibliothèque et de documentation pour les organisations. Il organise aussi les grands congrès.  Lors des débats, un plan d’action est abouti. Celui-ci va fixer les activités et les objectifs des ligues féminines pour les deux prochaines années. 
De nombreux moyens sont employés pour recruter et former les groupes, comme la presse, les publications ou encore les conférences. Cette propagande intense est poursuivie par Angéline Japsenne, secrétaire nationale. Le but est le suivant : il faut former, faire en sorte que le courant ait un climat de confiance, redonner sens à la vie collective, mais surtout, persister le but d’apostolat religieux. 
La fédération des ligues ouvrières féminines chrétiennes a le monopole sur ce qui touche les femmes de la classe ouvrière, comme leur encadrement, leur formation et l’action apostolique. Les outils de formation utilisés sont adaptés en fonction des circonstances, comme le public cible ou les besoins des ligueuses, mais les cercles d’études restent le moyen le plus utilisé afin d’arriver à cet objectif. 

## Les ligues ouvrières féminines chrétiennes

### Contexte historique
C'est d'abord l'association néerlandophone qui est créée en premier en 1920. Elle rassemble les différentes ligues ouvrières féminines de Flandre sous l’appellation « Kristelijke Arbeiders Vrouwengilden ». Cette association est composée de femmes de la classe ouvrière, qui dans un esprit chrétien veulent « prendre conscience de leurs responsabilités personnelles et sociales ». Face à ce mouvement, les Wallons réagissent et la même année l’association des « Ligues Ouvrières Féminines Chrétiennes » voit le jour.
Ces deux associations ont été créées par des syndicats féminins catholiques. Leur objectif était de rassembler les différentes ligues agissant pour les femmes au sein “des Œuvres Sociales Chrétiennes Féminines”. Ces associations “absorbent les services du secrétaire général des Œuvres Sociales Féminines Chrétiennes”.
LOFC compte 125 000 membres. Ce mouvement se centre surtout sur les épouses au foyer, mais plus généralement sur les femmes de la classe ouvrière. L’association propose un enseignement « social, moral et religieux » avec l'ambition que les femmes deviennent de bonnes mères, épouses, ménagères et chrétiennes. Ce travail éducatif au sein d’un groupe socialement homogène sera reconnu par l’archevêque Joseph-Ernest van Roey,.
LOFC  connaît également un enjeu politique et religieux. En 1920, les femmes vont être autorisées à participer aux élections communales. Pour attirer leur voix, les partis politiques vont organiser des consultations médicales pour nourrissons et les femmes enceintes, sans affiliation exigée. L’enjeu politique est une bataille constante entre les socialistes et les catholiques. En effet, les socialistes conseillent aux femmes de se rendre dans des plannings familiaux et, le cas échéant, d’avorter, alors que les catholiques y sont opposés.
Après le décès de Victoire Cappe en 1927, LOFC, en "tant qu'organisation d'Action catholique spécialisée", recentre ses actions sur les missions religieuses et le contrôle de l’Évêque est renforcé. À cette période, LOFC rejoint la ligue nationale des travailleurs chrétiens qui est aussi centrée sur l'éducation.

### Programmes et objectifs

#### 1921–1939
Les ligues ouvrières chrétiennes puisent leur origine dans les mouvements d’Action Catholique qui se développent en Belgique dans les années 1920. Ceux-ci avaient pour aspiration d’encadrer l’éducation populaire ainsi que religieuse des femmes catholiques en fonction de leur milieu social qu’il soit ouvrier, rural, ou de classes moyennes. L’action catholique visait deux objectifs : constituer de nouveaux outils pour christianiser ou entretenir les croyances de ces milieux pour ensuite leur apporter les enseignements humanistes et sociaux de l'Église. La plus connue en Belgique reste toujours de nos jours l’Action Catholique de la jeunesse Belge. La ligue féminine ouvrière Chrétienne s’occupait plus particulièrement d’éduquer les femmes de la classe ouvrière et des campagnes à être de bonnes mères, épouses, femmes au foyer et chrétiennes. Elle avait également comme objectif de mettre en place des consultations pour les nourrissons, des services maternels et infantiles.

#### 1940 – 1969
La seconde guerre mondiale a brusquement contribué à accélérer l’évolution des mentalités et des modes de vie.  Ce changement a eu un impact sur les ligues ouvrières chrétiennes belges qui  se sont  penchées sur de nouvelles problématiques telles que la défense de la famille et les droits des femmes ainsi que leur égalité dans la société. C’est aussi  la période de la promotion féminine qui se traduit par « une  valorisation de l’enseignement féminin »,  « une obtention de ressources financières suffisantes pour les familles populaires », « droit à une rémunération égale pour un travail égal », « droit de vote des femmes », « autonomie », « droit culturel »,.
Les années 1960, quant à elles, sont marquées par la montée en puissance de l’émancipation féminine. Tout l'enjeu de la ligue féminine chrétienne va être d’adapter ses actions sociales pour améliorer au mieux  la condition des femmes sans pour autant trahir son  identité religieuse. Toute la difficulté réside dans le fait de savoir comment intégrer la cause des femmes dans des sphères traditionnellement conservatrices.
Dans la seconde moitié des années 1960 la  LOFC va prendre un nouveau tournant à la suite de l’élaboration d’un manifeste qui va accorder « un nouveau statut » pour les femmes. Il y a ce besoin de créer un nouveau statut pour les  femmes qui soit le reflet des transformations des rôles joués par celles-ci au sein de la famille et de la société. Ces changements sont, en grande partie provoqués par : l’arrivée de l’électroménager, la diffusion de méthodes de contraception chimique et l’amélioration de la formation des jeunes filles. Ces nouvelles évolutions entrainent plusieurs conséquences telles que la transformation du quotidien des ménagères, des nouvelles perspectives aux épouses et une plus large accessibilité au monde professionnel pour les femmes. Ce nouveau statut s’inscrit dans la continuité d’une   tendance sociétale généralisée en faveur de « la promotion de la femme » mais « tout en conservant la valeur fondamentale de la famille, menacée selon la LOFC par les « excès» d’une certaine vision de la libération féminine. ».
La LOFC  va aussi revendiquer la reconnaissance des femmes comme  des personnes « à part entière », pour qu'elles puissent s’épanouir pour elles-mêmes. Il s’agit ici non seulement de la représentation de l’épanouissement comme  valeur catholique mais aussi comme « l’idée d’un droit au bonheur et d’une place plus grande à l’individu ». À l’instar  de son environnement, la LOFC perçoit la « promotion de la femme [comme un] épanouissement selon sa vraie nature » et comme « reconnaissance et épanouissement de toutes les valeurs humaines de la femme ». La question qui se pose à la suite de cette conception de la « promotion féminine » par LOFC est celle de la vraie nature féminine.
La LOFC y répond en 1966  par ces termes : « à ces deux rôles [épouse et mère], que la femme assume parce qu’elle est “femme”, s’ajoute la nécessité d’assumer d’autres rôles, non plus liés au sexe, mais liés aux aptitudes de l’être humain, au contexte social et à la culture. […] Un être humain doit pouvoir épanouir toutes ses potentialités. Peut-on affirmer que toute femme épanouit toutes ses potentialités dans l’accomplissement unique et perpétuel des seuls rôles liés à son sexe ? »En d’autres termes, pour la LOFC il est évident que les femmes exercent des fonctions liées à leur genre mais qu’on ne peut pas les y réduire. Cela signifierait qu'on ne les considère pas comme «  des personnes à part entière ». Cette période est cependant marquée par un paradoxe : la LOFC milite pour que les femmes puissent faire leur propre choix mais tout en les raccrochant en permanence à leurs rôles de mères et d’épouses, en raison « de prédispositions naturelles ».  En effet, pour la LOFC « le choix de l’état du mariage aura même des conséquences très spécifiques pour la femme puisque sa nature la destine à mettre des enfants au monde, à leur donner la vie d’abord, les soins et l’affection ensuite. »,.

## Vie féminine

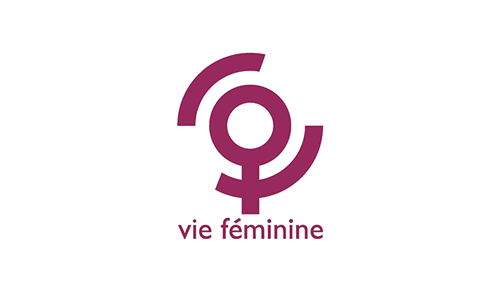
Logo de l'association Vie féminine

En 1969, la ligue ouvrière féminine catholique décide de changer de nom pour s'appeler Vie féminine . Ce changement de nom se traduit par l'envie du mouvement d'élargir son audience féminine afin de s'adresser non plus uniquement aux femmes catholiques, mais à toutes les femmes. Vie féminine est aujourd'hui un mouvement féministe belge qui lutte contre toutes les formes de violences et de discriminations faites envers les femmes. Ce mouvement propose différentes activités, formations et services afin d'aider les femmes, que ce soit dans leur éducation, leur travail ou au sein de leur vie familiale.

### Contexte historique
Historiquement, Vie féminine était composée d’une aile francophone, LOCF , et une autre, néerlandophone KAV. La campagne LOCF s'adressait surtout aux femmes actives et était très appréciée des femmes au foyer , tandis que l’aile néerlandophone s'intéressait principalement  au rôle des femmes dans la diffusion de la culture flamande. En 1960, la rupture est prononcée entre les deux branches du mouvement. À la suite de cet évènement, les LOCF décident également de prendre leurs distances vis-à-vis de l’Église catholique.
C'est en mai 1969 qu'elles prennent le nom "Vie féminine" .

### Objectifs
Les idées féministes ayant évolué au cours du temps, les objectifs visés par les différents mouvements féministes de l’époque ne sont plus les mêmes qu’aujourd’hui. En effet, le rôle de la femme n’est plus assimilé à celui de femme au foyer qui a  pour seule mission l’entretien du ménage. De nouvelles responsabilités s’offrent désormais aux femmes, notamment, sur le plan économique social et politique.
L'objectif principal de Vie féminine est l'éducation permanente des femmes. Les actions menées par Vie féminine, visent principalement à éveiller chez les femmes le désir de participation à la vie en société en les éduquant et en les formant. Par conséquent, Vie féminine propose différentes formations basées sur des "thématiques liées aux féminismes, à l’autonomie économique, aux violences, à la société de soin partagé, à la participation démocratique, au racisme et solidarités, à l’éducation permanente féministe, aux milieux populaires et à l’alphabétisation". Des permanences juridiques et sociales sont également organisées afin de les aider administrativement et juridiquement en ce qui concerne leur divorce, la garde de leurs enfants, les violences conjugales ou encore l’introduction d’une demande d’asile.

### Organisation et Structure
Ayant pris son indépendance de son homologue flamand, Vie féminine est devenue une A.S.B.L à part entière. Cette indépendance se marque sur les plans financier, politique et linguistique.Vie féminine repose sur un principe de non-mixité, afin de permettre à toutes les femmes de prendre part aux différentes activités qu'elle propose et ainsi favoriser la liberté d'expression. Cette non-mixité est également une affirmation politique qui poursuit toujours son objectif d'avancer vers une société mixte et égalitaire.
Pour devenir membre au sein du mouvement, il faut être âgée d'au moins 16 ans. Cependant, l’adhésion se fait généralement autour de 25 ans. L’adhésion au mouvement est volontaire et le retrait des membres est libre. Les femmes plus âgées sont appelées les « Aînées », ce sont des femmes qui ont entre 50 et 55 ans. Leur mission est d’encourager la nouvelle génération.
Aujourd'hui Vie féminine compte entre 100000 et 125000 femmes au sein de son mouvement. Vie féminine mène son action essentiellement sur le territoire francophone en Belgique c'est-à-dire en Wallonie et à Bruxelles. Le territoire flamand est, quant à lui, occupé par la K.A.V.
Afin de mener à bien son action, Vie féminine s’organise sur trois niveaux : local, régional et national.

#### Au niveau local: les sections
Chaque localité est divisée en sections qui représentent les quartiers ou les rues dans lesquels se trouve l'organisation. Chaque section est dirigée par des sectionnaires qui assurent le contact entre les membres de leurs sections et le niveau local. Les sectionnaires organisent des réunions de façon à s'informer et se coordonner avec le projet national.

#### Au niveau régional: fédération d’arrondissement
Le niveau régional permet de faire le lien entre le niveau local et le niveau national. Ces fédérations d’arrondissement font office de groupement actif et ont pour objectif de coordonner les différents groupes locaux. Leur rôle est aussi d'améliorer et d'unifier le programme au sein des différentes sections.
Au niveau régional, il existe 9 fédérations d’arrondissement dans la région Wallonne et à Bruxelles (Brabant Wallon, Bruxelles, Centr’Hainaut, Charleroi-Thuin, Huy-Waremme, Liège-Seraing-Verviers, Luxembourg, Namur-Ciney-Walcourt, région Picarde).  

#### Au niveau national: fédération nationale
La fédération nationale est composée de quatre organes décisionnels :  le conseil, le comité, le bureau et le secrétariat national. Cette fédération a pour fonction d'élaborer le programme annuel en définissant les différents objectifs et thématiques à aborder au cours de l'année qui seront également suivis par les centres locaux. En outre, cet organe diffuse également les différentes publications concernant son actualité sur son site web ainsi qu'en version papier à travers le magazine "Axelle". Pour finir, la fédération nationale défend les intérêts des femmes du mouvement Vie féminine aux niveaux national et international.

### Actualité

#### 100 ans du mouvementVie Féminine

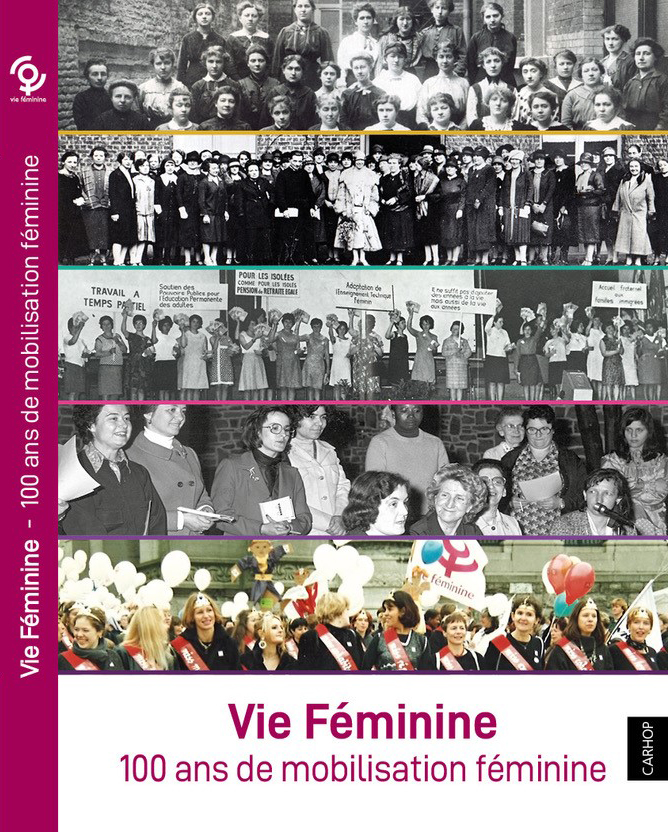
Couverture de l'ouvrage "100 ans de mobilisation féminine"

En 2021, le mouvement Vie Féminine à fêté ses 100 ans. À l’occasion de cet évènement, un ouvrage détaillant l’histoire, les combats et les pratiques de Vie Féminine a été publié. Cet ouvrage est le fruit d'une coopération entre Vie Féminine et le Centre d’animation et de recherche en histoire ouvrière et populaire, CARHOP. Ce livre retrace l'histoire du mouvement restant fidèle à tous les modes de vie possibles pour les femmes, qu'elles soient mères au foyer, divorcées ou encore immigrées ; aucune n'est laissée de côté.
Ce livre est divisé en cinq parties établies par ordre chronologique: 
1.     De 1891 à 1920 : retour aux sources ;
2.     De 1921 à 1939 : période de l’entre-deux-guerres ;
3.     De 1940 à 1969 : période de promotion féminine ;
4.     De 1970 à 2001 : tournant féministe ; 
5.     De 2002 à 2021 : témoignages d’actrices de Vie Féminine.

#### La crise sanitaire
Lors de la pandémie de Covid-19, une grande partie de la population a été confinée. Ce confinement a menacé les droits des femmes et il a été constaté que les violences envers les femmes surtout en ce qui concerne les violences conjugales ont augmenté de 33% sur cette période. En plus des répercussions sur les droits des femmes, leurs droits sociaux ont également été mis à mal puisque les femmes qui comptaient sur le Centre Public d’Action Sociale (CPAS), se sont parfois retrouvées sans aide ni réponses de leur part.
Dès le début de la pandémie, le mouvement Vie Féminine a  été submergé par des appels, des témoignages ou encore par des publications sur les réseaux sociaux. Pour gérer au mieux cette forte sollicitation, des moyens d’aide ont été mis en place parmi lesquels on retrouve la distribution de colis alimentaires, la création d'un réseau de soutien permanent pour écouter et conseiller les femmes dans le besoin ainsi qu'une aide juridique. Le mouvement a donc contribué à une sauvegarde effective des droits des femmes durant la période COVID-19.

#### Magazine Axelle

Logo du magazine Axelle

En termes d’actualité continue, un magazine féministe belge a vu le jour en en 1998. Il s’agit du magazine Axelle. Axelle est un magazine qui ne se lie à aucun parti politique et qui est composé de journalistes indépendantes. Ce magazine édité par Vie féminine réalise différents portraits de femmes qui ont marqué l'histoire du féminisme. Il apporte également un point de vue féminin sur différents sujets d'actualité dans des disciplines telles que le droit ou l'économie: "L'argent des femmes, "L'or de l'autonomie" ou "Trois historiennes racontent le siècle de Vie féminine".
La transcription du podcast " L’argent des femmes, l’or de l’autonomie » est disponible dans le numéro 252 , le dernier publié pour les mois de mai et juin. Ce dossier aborde surtout l’autonomie économique de la femme et le statut de cohabitante chez les femmes. Au-delà de ces aspects, le magazine propose différentes sections telles qu'une section culture, dotée d'un petit "agenda" comportant des dates phares, des jeux-concours, et une section "en pratique" qui traite du droit et de la santé.
Il est également possible de retrouver les dates des différentes publications avec certaines publications informatives. Axelle est également très actif sur les réseaux sociaux, dont Instagram, ce qui permet au mouvement d'élargir sa visibilité et de cibler la jeune génération .

#### Journée du 8 mars
La journée du 8 mars est la Journée Internationale des Droits des Femmes. Cette journée a été célébrée officiellement pour la première fois en 1977 par l’ONU. Lors de cette journée, de nombreuses actions sont menées partout dans le monde. Par exemple, un « appel à la grève des femmes » a été lancé pour la cinquième année, grève à laquelle Vie Féminine participe activement car « Quand les femmes s’arrêtent, le monde s’arrête ». L’objectif principal de cette grève est de permettre au reste de la population de prendre conscience du rôle des femmes dans la société.
Selon Vie Féminine,  « les femmes ont parfois tendance à l’oublier, mais elles sont fréquemment les premières à endosser des tâches et des responsabilités, pour le compte de tous·te·s, en rognant une partie de leur vie à elles, et en occupant souvent les places les moins valorisées. » À l’occasion de cette journée, il est alors important pour l’association de combattre les inégalités qui sont encore à l’œuvre tant au niveau de la sphère privée que de l’emploi pour les femmes.

### Ouvrages
- Gubin Eliane, Home sweet Home. L'image de la femme au foyer en Belgique et au Canada avant 1914, Bruxelles, L'université libre de Bruxelles, vol. 22, 1991, p. 521.
- Masquelier Juliette, Ni vraiment dissidentes, ni complètement obéissantes : promotion des femmes, essentialisme et constructivisme dans deux organisations d'Action catholique, Nouvelles questions féministes, Antipodes, 2019.
- Encyclopédie d'histoire des FEMMES, Belgique, XIXe-XXe siècle, Belgique, Racine, 2018, p. 374-378.
- Roucloux Amélie, Coenen Marie-Thérèse, Delvaux Anne-Lise, Vie Féminine- 100 ans de mobilisation féminine, Bruxelles, Carhop, 2021, p. 1-352.

- Vie Féminine (Belgique), 75 ans de Vie féminine: Histoire et actualité d'un mouvement chrétien d'action culturelle et sociale, Bruxelles, Vie Féminine, 1995-1996, p. 1-123.
- Margarido Rosinha Emilie, Le droit de vote des femmes belges au sortir de la Grande Guerre dans la ville de Bruxelles (1919-1930) : de l’héroïne avantagée aux prostituées et adultères écartées, Louvain-la-Neuve, Faculté de philosophie, arts et lettres, Université catholique de Louvain, 2022, p. 39.
- Masquelier Juliette , Femmes catholiques en mouvements, Bruxelles, L’université de Bruxelles, 2021, p. 29.

### Articles
- Conseil du statut de la femme (Québec), "L'origine véritable du 8 mars: Journée internationale des droits des femmes", Gazette des femmes, 2022, p. 1-2 (lire en ligne).
- Jacques Catherine, "Le féminisme en Belgique de la fin du XIXe siècle aux années 1970", Courrier hebdomadaire du CRISP, 1973, p. 5-54 (lire en ligne).
- Keymolen Denise, « CAPPE Victoire. (Belgique) », Maitron patrimonial, disponible sur https://maitron.fr/cappe-victoire-belgique/, s.d., (consulté le 12 mai 2025).
- X, "Les associations féminines en Belgique", Courrier hebdomadaire du CRISP, 1973, p. 1-45 (lire en ligne)
- X, « Vie féminine - Mouvement féministe d’action interculturelle et sociale », disponible sur https://www.aliss.be/institution/vie-feminine-mouvement-feministe-d-action-interculturelle-et-sociale-2285, s.d., (consulté le 13 mai 2025).
- X., « 1920-2020 : Cent ans d’action de Vie Féminine », Vie Féminine, disponible sur https://www.viefeminine.be/1920-2020-cent-ans-d-action-de-vie-4650, s.d., (consulté le 28 avril 2025).

### Podcasts
- "Vie féminine a 100 ans, 100 ans de mouvement féministe", Les promesses de L’ombre, disponible sur https://www.radiopanik.org/emissions/les-promesses-de-l-aube/vie-feminine-a-100-ans-100-ans-de-mouvement-feministe/, 9 mars 2022, (consulté le 28 avril 2025).

- "Trois historiennes racontent le siècle de Vie féminine", Passeuse, disponible sur https://www.axellemag.be/podcasts/le-siecle-de-vie-feminine/, 4 juillet 2022, (consulté le 28 avril 2025).
- "Les podcasts", sur Axelle Mag (consulté le 6 mai 2023).

### Liens web
- https://www.axellemag.be/a-propos/, sur Axelle Mag (consulté le 16 mai 2023).
- https://www.viefeminine.be/axelle-magasine, sur www.viefeminine.be (consulté le 5 mai 2023).
- "Collecti.e.f 8 maars – Toutes en grève", sur 8maars.be (consulté le 7 mai 2023).
- "Coronavirus et confinement": Vie Féminine appelle à des mesures urgentes pour les droits des femmes, sur Axelle Mag, 29 mars 2020 (consulté le 16 mai 2023).
- "Crise sanitaire: plus que jamais avec les femmes!", sur www.viefeminine.be (consulté le 4 mai 2023).
- "Dernier numéro", sur Axelle Mag (consulté le 5 mai 2023)
- "Episode N°2: Les Ligues Ouvrières Féminines Chrétiennes", sur www.viefeminine.be (consulté le 3 mai 2023).
- "Le CARHOP présente aujourd’hui un ouvrage incontournable à toute personne s’intéressant ou travaillant aux questions qui touchent à l’égalité et à l’histoire des femmes en Belgique : « Vie Féminine - 100 ans de mobilisation féminine »", sur www.carhop.be, 23 février 2022 (consulté le 3 mai 2023).
- "Pourquoi la non-mixité à Vie féminine?", sur ww.viefeminine.be (consulté le 8 mai 2023).
- "Se former à Vie féminine", sur www.viefeminine.be (consulté le 4 mai 2023).
- Sevrin Malvine, "8 mars : 3 events importants à ne pas manquer", sur ELLE.be, 2023 (consulté le 10 mai 2023).
- "Un mouvement présent partout", sur www.viefeminine.be (consulté le 1er mai 2023).
- "Vie Féminine", sur www.viefeminine.be (consulté le 4 mai 2023).
- "5 raisons pour lesquelles les femmes sont plus durement touchées par la Covid-19 | Oxfam International", sur Oxfam International, 25 mai 2022 (consulté le 16 mai 2023).

### Images "Vie Féminine"
- Fiche publication -100 ans de mobilisation féminine, sur www.viefeminine.be (consulté le 16 mai 2023).
- Logo Axelle Magazine, sur www.axellemag.be (consulté le 16 mai 2023).
- Logo Vie Féminine, sur www.viefeminine.be (consulté le 16 mai 2023).